# Polemon robustus
Espèce
Synonymes
- Miodon robustus de Witte & Laurent, 1947

Polemon robustus est une espèce de serpents de la famille des Lamprophiidae. 

## Répartition
Cette espèce se rencontre en République centrafricaine et en République démocratique du Congo. Sa présence est incertaine en République du Congo.

## Description
C'est un serpent venimeux.

## Publication originale
- De Witte & Laurent, 1947 : Revision d'un groupe de Colubridae africains: genres Calamelaps, Miodon, Aparallactus, et formes affines. Mémoires Du Muséum Royal d'Histoire Naturelle de Belgique, sér. 2, vol. 29, p. 1-134.